# ЧС4
ЧС4 (Чехословацкого производства, тип 4; заводские обозначения типа — с 52E0 по 52E5) — пассажирский односекционный шестиосный электровоз переменного тока. Создан заводом Škoda в 1964 году (опытный образец ЧС4-001) и выпускался там же серийно  с 1966 по 1972 годы для советских железных дорог. С 1973 года завод перешёл на выпуск модели ЧС4Т, отличающейся формой кузова, конструкцией отдельных аппаратов, а также наличием реостатного тормоза.

## Краткая история и модификации
В 1962 году, по заказу Совнархоза СССР, народное предприятие Škoda, также известное тогда как Пльзеньский завод им. В. И. Ленина (город Пльзень, Чехословакия) приступило к разработке и проектированию шестиосного электровоза переменного тока для железных дорог СССР. В 1963 году был построен первый опытный электровоз S 699.001 (32E), ставший основой строительства электровозов переменного тока ЧС4 (52Е). В конце 1965 года в Советский Союз для испытаний в депо Кавказская прибыл первый шестиосный пассажирский электровоз серии ЧС4-001 с заводским обозначением типа 52E0. В эксплуатацию электровозы этой серии поступили в депо Киров, Ростов-Главный, Брянск-2, Россошь, Киев-Пассажирский, позднее были переданы в депо Саратов, Балашов.
В 1971 году на дороги вышла глубокая модернизация ЧС4 — электровоз ЧС4Т, заводское обозначение серии 62Е. Впоследствии число выпущенных ЧС4Т превысило число ЧС4 и составило более пятисот машин, с № 232—740, и опытный, ЧС4Т−161, то есть всего 510 единиц.
В 1968 году на основе конструкции ЧС4 завод Škoda начал выпуск четырёхосных электровозов переменного тока серии S 499.0.

## Основные характеристики
Пассажирский магистральный электровоз серии ЧС4 рассчитан на напряжение контактной сети 25 кВ, имеет мощность 5100 кВт, скорость часового режима — 101,5 км/ч, сила тяги электровоза составляет 17900 кгс. Конструкционная скорость электровоза — 180 км/ч. Собственный вес электровоза с 2/3 запаса песка — 123 тонны.

## Конструкция

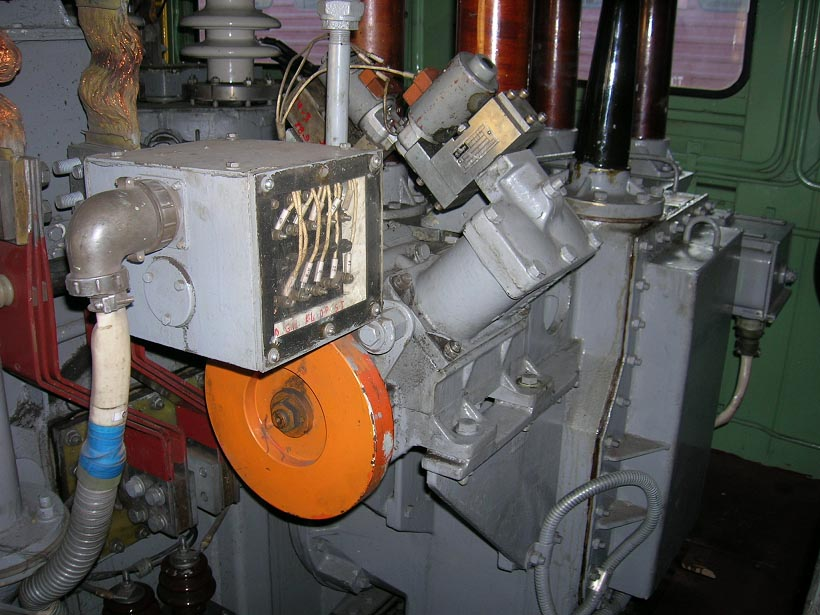
Переключатель ступеней электровоза ЧС4^{Т}

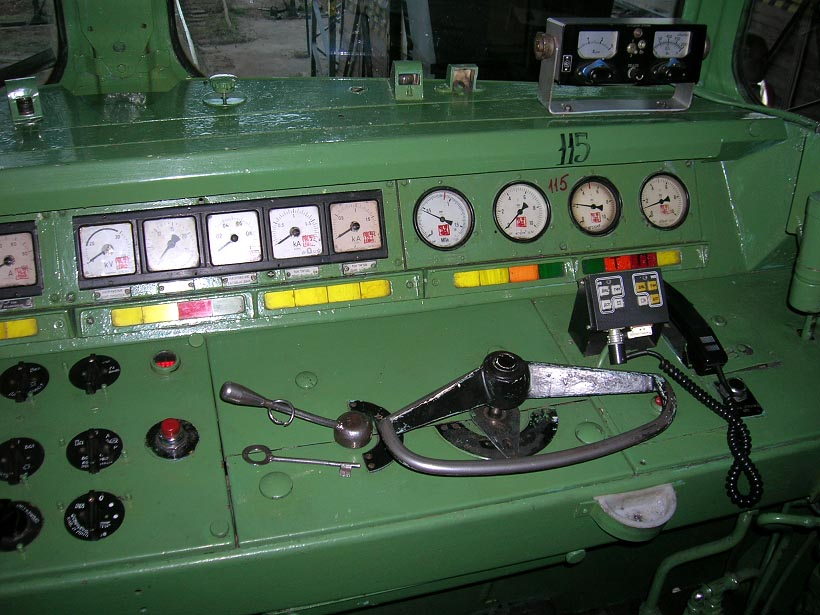
Пульт управления электровозом ЧС4

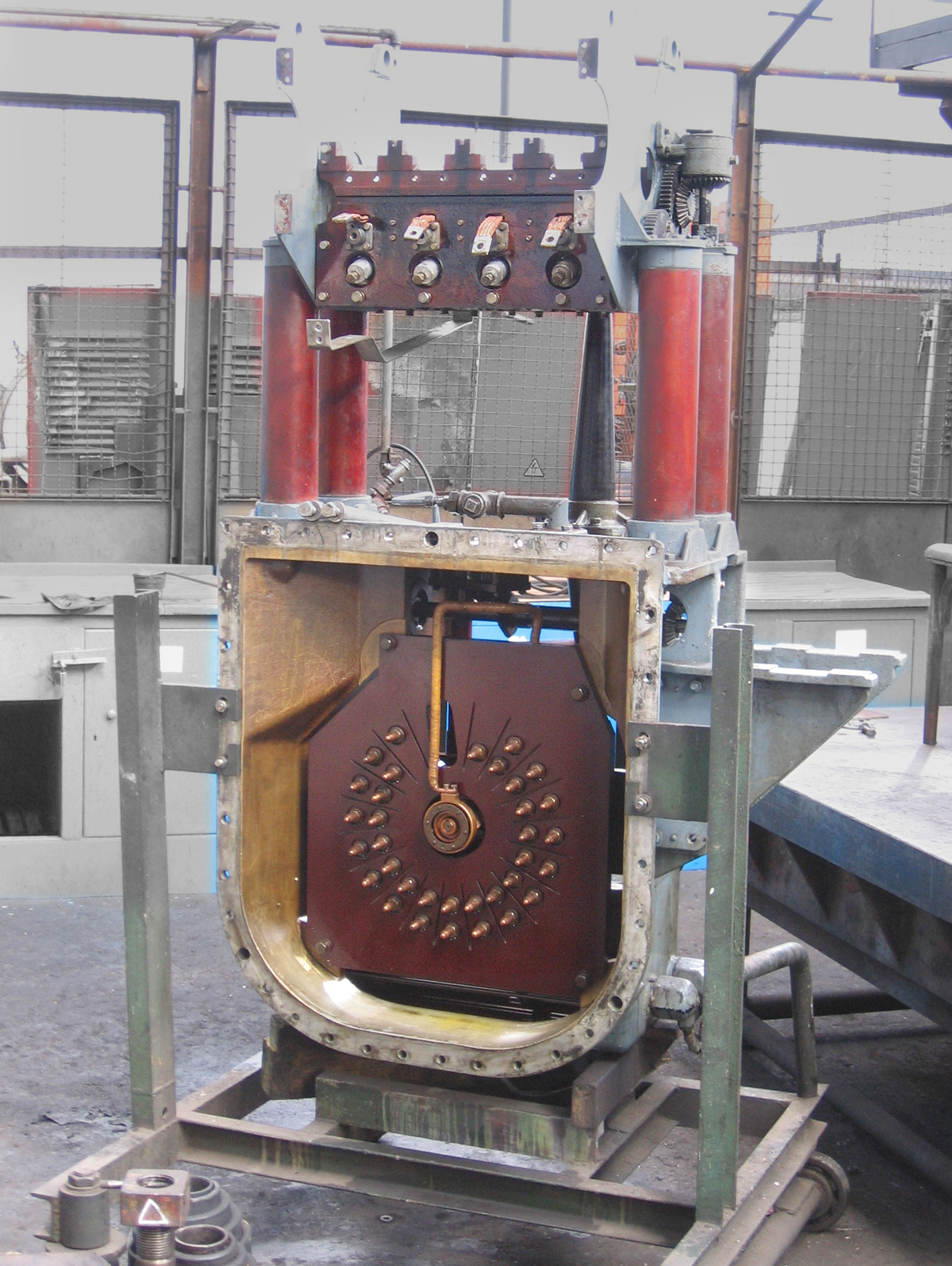
Разобранный ПС электровоза CD242, одинаковый с ПС ЧС4 (вид со стороны крепления к трансформатору)

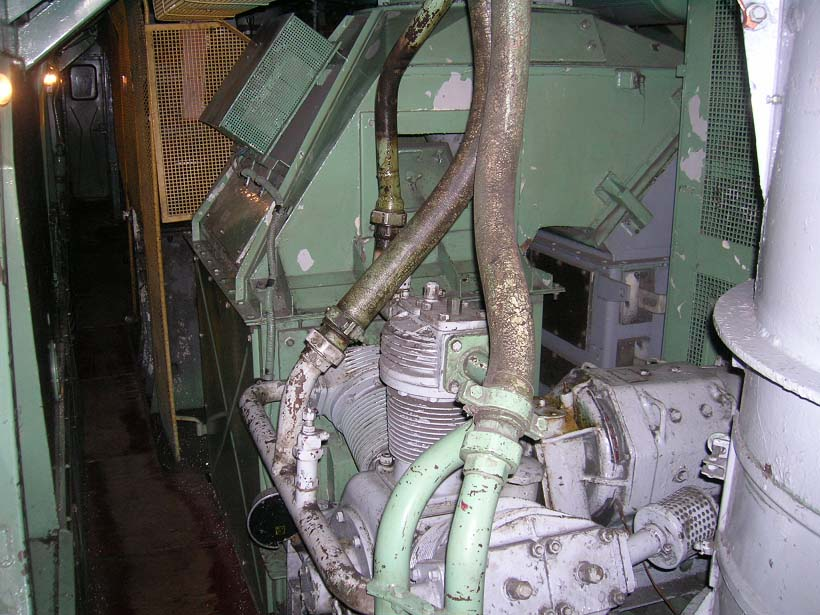
Вспомогательные машины электровоза ЧС4

Электровоз имел значительные отличия в конструкции от выпускавшихся в то время электровозов постоянного тока серии ЧС2 и был совершенно не похож по конструктивным решениям на электровозы, выпускавшиеся в СССР.

### Механическая часть
Рама электровоза ферменно-раскосной конструкции, обшивка кузова и кабины машиниста выполнена из стеклопластика. Значительные размеры лобовых стёкол, характерные очертания стёкол прожектора и буферных фонарей, округлые обводы стеклопластиковой обшивки создавали неповторимый облик электровоза. Автор дизайна — чешский дизайнер Отакар Диблик.
Кузов опирается на две трёхосные тележки, имеющие сварные рамы. Диаметр колёс при новых бандажах равен 1250 мм, тяговый редуктор односторонний с передаточным отношением 1:2,187, тяговый привод системы Шкода с карданными муфтами и проходящим через полый якорь двигателя валом (это сделано для уменьшения углового отклонения вала при перемещении его конца), как и на электровозах серии ЧС2. Для сцепления с вагонами поезда и другим подвижным составом по концам кузова установлена автосцепка СА-3.

### Электрическая часть
Для обеспечения токосъёма с контактной сети использованы два токоприёмника типа пантограф, расположенные по концам электровоза. От токоприёмников через крышевой разъединитель и главный выключатель (ГВ) высокое напряжение 25 кВ поступает на первичную обмотку тягового трансформатора. Трансформатор понижает напряжение контактной сети до значений, необходимых для работы тяговых электродвигателей (ТЭД) и вспомогательного оборудования, а также обеспечивает регулирование напряжения на ТЭД.
Силовая схема электровоза выполнена с регулировкой напряжения по высокой стороне, то есть с переключениями в цепи первичной обмотки трансформатора, а не вторичной, как на электровозах серий ВЛ60 и ВЛ80. Переключение выполняется с помощью переключателя ступеней (ПС) TPPL, имеющего 32 позиции. Благодаря регулированию напряжения на первичной обмотке трансформатора уменьшаются токи на контактах ПС, выполняющих коммутацию. Это позволило значительно облегчить конструкцию ПС и использовать в качестве материала контактов не серебро, а медь, но изоляцию всех элементов переключателя ступеней приходилось выполнять на полное напряжение контактной сети. Переключатель ступеней состоит из заполненного маслом избирателя ступеней (собственно переключателя) и блока из четырех контакторов с дугогашением. ПС приводится во вращение 4-цилиндровым пневматическим двигателем, управление которым осуществляется стандартным контроллером машиниста 21KR.
Тяговый трансформатор имеет две силовые вторичные обмотки для питания тяговых двигателей. От этих обмоток переменное напряжение поступает в две тяговые выпрямительные установки (ВУ), где преобразуется в постоянное. Выпрямительные установки состоят из диодов, включённых по мостовой схеме. От каждой выпрямительной установки выпрямленное напряжение поступает на три коллекторных тяговых двигателя, включённых параллельно друг другу. Тяговые двигатели имеют последовательное возбуждение. Для регулирования скорости движения электровоза, кроме изменения напряжения с помощью трансформатора, предусмотрены 5 ступеней ослабления возбуждения тяговых двигателей. В режиме ослабления возбуждения параллельно обмоткам возбуждения двигателей подключаются шунтирующие сопротивления (шунты). Подключение этих сопротивлений выполняется электропневматическими контакторами, управление которыми также осуществляется с контроллера машиниста.
Электровозы ЧС4 №002-011 были оборудованы электродинамическим реостатным торможением. В режиме реостатного торможения тяговые двигатели электровоза работают как генераторы с независимым возбуждением. Энергия движения поезда превращается ими в электрическую, а электрическая энергия в тормозных сопротивлениях переходит в тепловую. Переключение цепей тяговых двигателей в режим реостатного торможения выполнялось электропневматическими переключателями 071, используемыми и для отключения неисправных тяговых двигателей. В режиме реостатного торможения каждые два якоря тяговых двигателей включались последовательно и подключались к отдельной группе тормозных сопротивлений. Таким образом, получались три контура тормозного тока. Для обеспечения независимого возбуждения тяговых двигателей обмотки возбуждения всех 6 двигателей включались последовательно и подключались к тяговой выпрямительной установке. Величина тока возбуждения, а значит, величина тока якорей и тормозная сила электровоза изменялась путем переключения позиций переключателя ступеней от нулевой до 16-й. Данная система реостатного тормоза не была автоматизирована и имела ряд серьёзных недостатков, поэтому электровозы, начиная с ЧС4-012, выпускали без реостатного торможения.
Питание электродвигателей вспомогательных машин и других вспомогательных цепей электровоза осуществляется от обмотки собственных нужд тягового трансформатора однофазным переменным напряжением. При нормальном напряжении контактной сети (25 кВ) двигатели вспомогательных машин (вентиляторов и компрессоров) подключены к выводам d0-d1 обмотки собственных нужд, напряжение между которыми составляет 213 В. При снижении напряжения в контактной сети до 19 кВ эти двигатели можно подключить к выводам d0-d2 обмотки собственных нужд. Напряжение между этими выводами при напряжении 19 кВ в контактной сети составляет 200 В, а при напряжении 25кВ в контактной сети - 260 В. Электродвигатели насосов и другие вспомогательные цепи в зависимости от напряжения контактной сети автоматически подключаются либо к выводам d0-d1 либо к выводам d0-d2 обмотки собственных нужд. Все вспомогательные цепи электровоза питаются через трёхполюсный рубильник 201, который подключает эти цепи либо к обмотке собственных нужд либо к розетке питания вспомогательных цепей от сети депо.
На электровозе ЧС4 в качестве электродвигателей мотор-вентиляторов и мотор-компрессоров использованы коллекторные двигатели постоянного тока с последовательным возбуждением. Поэтому эти электродвигатели питаются от обмотки собственных нужд через две вспомогательные выпрямительные установки (обозначение по схеме 220). Эти установки размещаются в тех же шкафах, что и тяговые выпрямительные установки и также состоят из диодов, включённых по мостовой схеме. Каждая установка питает половину электродвигателей вспомогательных машин - 1 электродвигатель компрессора и 4 электродвигателя вентиляторов. Для снижения пульсаций выпрямленного тока в цепь этих электродвигателей включены сглаживающие реакторы, по 3 на каждую выпрямительную установку. Включение электродвигателей вентиляторов и компрессоров осуществляется путём их подключения к выпрямительным установкам с помощью электромагнитных контакторов.
Для охлаждения электрооборудования на электровозе установлены восемь осевых (аксиальных) мотор-вентиляторов. Четыре мотор-вентилятора с диаметром рабочих колёс 425 мм охлаждают выпрямительные установки, два мотор-вентилятора с диаметром рабочих колёс 710 мм — тяговые двигатели. Ещё два вентилятора с диаметром колёс 560 мм обдувают блоки охлаждения, включающие в себя маслоохладители тягового трансформатора, сопротивления ослабления возбуждения тяговых двигателей (шунты) и сглаживающие реакторы тяговых двигателей и вспомогательных машин. Включение вентиляторов осуществляется как вручную из кабины машиниста, так и автоматически при наборе позиций. На первой позиции переключателя ступеней автоматически включаются мотор-вентиляторы выпрямительных установок и блоков охлаждения, на второй — тяговых двигателей. При работе мотор-вентиляторы издают довольно громкий многоголосый свист, похожий на звук работающих реактивных двигателей.
Получение сжатого воздуха на электровозе обеспечивают 2 главных мотор-компрессора. Подобно мотор-вентиляторам, мотор-компрессоры электровоза ЧС4 также приводятся во вращение двигателями постоянного тока. Сжатый воздух, вырабатываемый компрессорами, поступает в главные резервуары, а оттуда через питательную магистраль и систему трубопроводов поступает к потребителям сжатого воздуха. На электровозе ЧС4 сжатый воздух используется для работы пневматических тормозов электровоза и поезда, ряда электрических аппаратов электровоза (токоприёмников, главного выключателя (ГВ), электропневматических контакторов, пневмодвигателя переключателя ступеней, реверсоров), пневмоприводов стеклоочистителей, системы подачи песка под колёса, звуковых сигналов - свистка (тихий высокого тона) и тифона (громкий низкого тона). Для подъёма токоприёмника и включения главного выключателя при отсутствии сжатого воздуха на электровозе ЧС4 установлен вспомогательный компрессор с приводом от электродвигателя постоянного тока, работающего от аккумуляторной батареи.
Для питания электрического отопления вагонов поезда тяговый трансформатор имеет отдельную вторичную обмотку с выходным напряжением 3000 В, называемую обмоткой отопления поезда. С этой обмотки переменное напряжение 3000 В подаётся электропневматическим контактором на две розетки и два штепселя отопления поезда. Мощность обмотки отопления позволяла подключать на электроотопление 17 пассажирских вагонов. Цепи управления и освещения электровоза ЧС4 питаются постоянным напряжением 50 В от стабилизатора ASL2, находящегося за второй кабиной справа от пневматической панели: переменный ток регулируется магнитным усилителем, понижается трансформатором и выпрямляется диодным выпрямителем.
На электровозе предусмотрено электрическое отопление кабин машиниста с помощью электрокалориферов и электропечей. В каждой кабине установлен один электрокалорифер и две электрические печи - у машиниста и помощника. Нагреватели электропечей, а также нагреватели и вентиляторы электрокалориферов питаются переменным напряжением 215 В от обмотки собственных нужд тягового трансформатора. Нагреватели печей и калориферов имеют несколько ступеней включения. Предусмотрено автоматическое и ручное поддержание постоянной температуры воздуха, подогреваемого калориферами, а также автоматическое отключение нагревателей калориферов при недопустимом перегреве. В каждой кабине машиниста также установлен отдельный калорифер для обогрева лобовых стёкол кабины. Для принудительной вентиляции кабин машиниста в каждой кабине установлен отдельный вентилятор, не связанный с калориферами. Его электродвигатель также питается переменным напряжением 215 В аналогично печам и калориферам.
Электровоз имеет ряд вспомогательных нагревателей, которые также питаются переменным напряжением 215 В от обмотки собственных нужд тягового трансформатора. Так, предусмотрены отдельные маломощные нагреватели для обогрева спускных кранов главных резервуаров, влагосборников пневматической системы, нагреватели для обогрева масла переключателя ступеней. В кабине №2 предусмотрены электроплитка для подогрева пищи и нагреватель воды в баке умывальника. Этот нагреватель автоматически поддерживает температуру воды в баке с помощью термостата, встроенного в бак.
Для электрического освещения электровоза используются лампы накаливания. На электровозах ЧС4 предусмотрено освещение кабин машиниста (белым и зелёным светом), освещение машинного отделения и высоковольтной камеры, ходовых частей (тележек), шкафа с контакторами и реле. Освещение машинного отделения и высоковольтной камеры, а также освещение тележек можно включить (либо выключить) из любой кабины машиниста. В кабинах машиниста предусмотрена подсветка приборов с регулировкой яркости и освещение расписания движения поездов у машиниста и помощника. Во второй кабине предусмотрено освещение умывальника. Путь и сооружения перед электровозом освещаются прожектором, установленным над каждой кабиной машиниста. Мощность лампы прожектора - 500 Вт. Лампу прожектора можно включать на яркий или тусклый свет; в режиме тусклого света в цепь лампы включено сопротивление. Каждая кабина машиниста имеет два буферных фонаря, каждый с двумя светильниками - красного и белого света.

## История создания и выпуска электровоза ЧС4

### Электровоз S699.001

#### Создание электровоза
Первым электровозом этой серии стал экспериментальный шестиосный электровоз S699.001 (тип 32E0) зав.№ 4804, с шириной колеи 1435 мм, построенный на заводе Škoda 28 декабря 1963 года.
Это был концептуально новый проект в разработке и постройке электровозов переменного тока не только для СССР, но и для других социалистических стран. Главным отличием его от своих предшественников стал блочный лёгкий стеклопластиковый кузов, созданный чехословацким дизайнером Отакаром Дибликом, который значительно мог снизить вес электровоза, а значит и нагрузку на ось, что позволяло строить новые, более мощные односекционные электровозы, не ужимая вес оборудования. Экономическая выгода была от этого колоссальной, отпала необходимость строить мощные электровозы в двухсекционном исполнении, а тормозные испытания показали прекрасные результаты.
После завершения тяговых испытаний, с применением электрического тормоза на экспериментальном кольце Cerhenice, (село у города Velim), электровоз обкатывался с пригородными поездами на линии Plzeň-Horažďovice (ČSD). В сентябре 1965 года электровоз S699.001 участвовал в международной ярмарке-выставке в Брно, где получил приз за лучший дизайн и внедрение новых технологий.
Аналог электровоза был заказан экспериментальной партией для железных дорог Болгарии в четырёхосном исполнении, в количестве восьми штук, с индексом Е42, на линию Русе-Горно-Оряховица (БДЖ). Позднее для Болгарии было построено ещё 82 электровоза этой серии, а S699.001 поступил для дальнейших испытаний и эксплуатации в депо Brno-Maloměřice (ČSD). К 12 декабря 1965 года общий испытательный пробег электровоза, включая обкатку на э/кольце ŽZO Cerhenice составил 57 822 км, из расчётных 300 000.
Но если тяговые характеристики удовлетворяли стандарты эксплуатации, то расчётная скорость 132 км/ч была недостаточна, что потребовало внесения некоторых изменений и доработок в конструкцию электровоза.

#### Усовершенствование
В 1966-м году электровоз S699.001 был модернизирован на заводе Škoda, а именно была изменена принципиальная схема, ходовая часть, и передаточное число (теперь оно стало 1:2.18), что позволило достичь скорости 160 км/ч. Кроме этого была увеличена общая мощность электровоза, теперь она стала составлять 4800 кВт. Такой электровоз заинтересовал МПС СССР, которое уже имело опыт в эксплуатации и обслуживании чехословацких электровозов серий ЧС1 (41E), ЧС3 (29E) и ЧС2 (34E), тем более опытный образец второго электровоза (переменного тока, построенный для железных дорог СССР — 52E0) был готов и обкатан на экспериментальном кольце.
Для проведения прочностных, скоростных и тормозных испытаний электровоз S699.001 был отправлен на новый полигон в Моравию, где установил новый рекорд скорости 203 км/ч. Этот результат нельзя было назвать удачным: при такой скорости была нарушена кристаллическая текстура стеклопластика кабины электровоза, а также потоком воздуха были выдавлены огромные лобовые стёкла. Этот факт заставил прервать испытания электровоза для реконструкции кузова на заводе изготовителе.
Учёными Пражского института полимерных сплавов была разработана новая кристаллическая текстура пластика на нейлоновой основе специально для скоростных испытаний, а толщина лобовых стёкол электровоза была увеличена до трёх сантиметров. Также на э/кольце был усилен крепёж стёкол и установлена предохранительная металлическая сетка, для защиты от посторонних предметов и птиц.
После четырёхмесячной доработки испытания были продолжены, но только со скоростью не превышающей 180 км/ч.
Следующим этапом стали испытания электровоза на динамику торможения и воздействия на контактную сеть при высоких скоростях.
Электровоз S699.001 переделывался и перестраивался множество раз. Все рекламации, нововведения и изменения в проектах и чертежах электровозов других серий отрабатывались и обкатывались именно на нём.
В 1968 году электровоз S699.001 был отремонтирован и модернизирован в Западной Германии, в городе Кёльн, где была усилена дополнительными балками экипажная часть, заменены тележки, усилен буферный брус, установлен кондиционер и холодильник, переделана и усовершенствована схема реостатного тормоза с вводом принудительной вентиляции охлаждения через жалюзи (а не мотор-вентилятором, как это было ранее). Также для плавности хода и мягкого прохода в кривых были установлены западногерманские гасители колебаний Bogi и Koni, впервые электровоз был оборудован блоками электроники реостатого тормоза и цепей управления фирмы Tesla. Совместно с восточногерманской IFA и чехословацкой фирмой Jawa были разработаны и сконструированы новые кресла для машиниста и помощника.
Окраска электровоза тоже была изменена, ввиду внедрённых новшеств. Вместо рыже-бело-чёрного, он стал красно-жёлто-серым. После ремонта электровоз был обкатан на э/кольце в Велиме и вернулся в своё родное депо Brno-Maloměřісе, а позднее и на участок Plzeň-Horažďovice (ČSD).
В 1973—1974 году вместе с электровозом S699.1001 (бывший ЧС4-001), бустером-электровозом E479.102 и вагоном-лабораторией обкатывал новый электровоз переменно-постоянного тока ES499.0001 на скорость 200 км/ч.

#### Возрождение
При нахождении электровоза в депо Брно 21 января 1981 года после очередного планового ремонта на нём произошло возгорание в высоковольтной камере, после чего электровоз был отставлен из поездной работы и долгое время простоял в депо Brno-Maloměřісе. Частично с него было демонтировано оборудование и снято два тяговых электродвигателя.
В марте 1991 года, электровоз S699.001 оказался за территорией родного депо, где стал жертвой сборщиков цветного металла и вандалов. Ремонт и восстановление электровоза сочли нецелесообразным, ввиду того, что испытания его были завершены, свою функцию как прототипа он выполнил полностью, а внедрённая на нём модернизация уже давно была обкатана на электровозах других типов. Лишь изредка его забирали на испытательное кольцо Velim, где использовали в виде балласта и «ударной мишени» для прочностных испытаний новых прототипов электровозов.

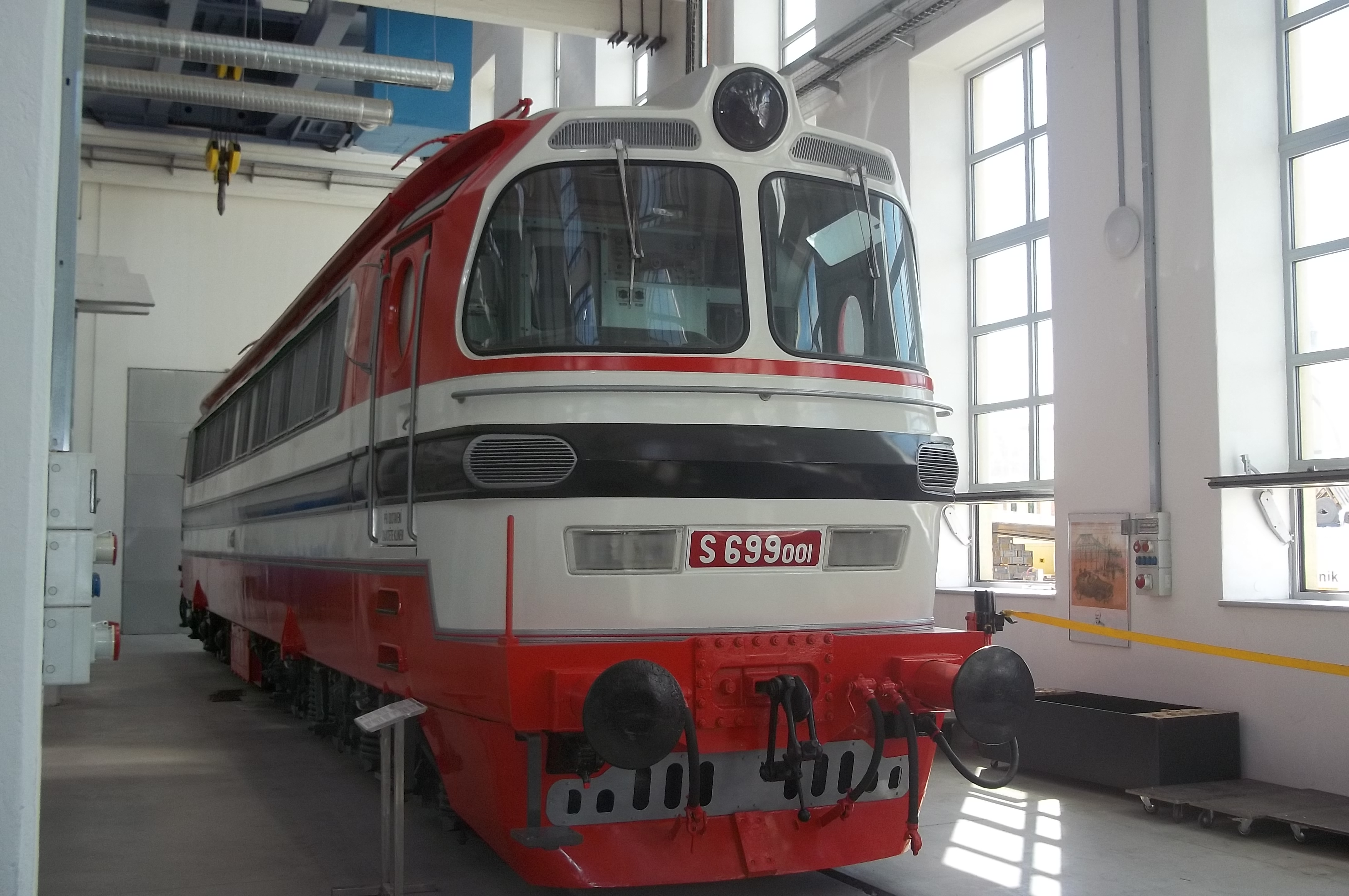
Электровоз S699.001 после восстановления. Выставка «Техномания» завод Škoda 24 августа 2010 г.

В конце мая 1998 года электровоз S699.001 в последний раз выехал за ворота родного депо, ведомый своим «младшим братом», четырёхосным электровозом S489.0 на завод Škoda в родной Пльзень, для порезки в металлолом и утилизации. На одной из проезжаемых им станций, S699.001 был замечен энтузиастами, которые позднее разыскали его на тупиковых путях завода Škoda, подготовленного к демонтажу. После долгих переговоров с руководством завода энтузиастам и работникам завода удалось отстоять электровоз. Также удалось договориться на средства завода полностью восстановить и сохранить в музее завода, учитывая все его «заслуги» и дизайн.
К июлю 2010 года электровоз S699.001 был восстановлен.

### Электровоз ЧС4-001

#### Создание электровоза
Вторым электровозом этого типа стал электровоз ЧС4-001 (тип 52E0) зав. № 4805, построенный для железных дорог Советского Союза с шириной колеи 1524 мм. Это был первый пассажирский электровоз на железных дорогах Советского Союза с мягкой подвеской.
Электровоз ЧС4-001 также был опытным и испытывался на экспериментальном кольце ŽZO Cerhenice (Velim). В 1965—1966 годах, вместе с электровозами ВЛ60П, он поступил в депо Северокавказской ж.д. для испытаний и обкатки с пассажирскими поездами на территории СССР.

#### Испытания в СССР
После первой же опытной поездки до станции Армавир выявилась недоработка электрических схем. До Ростова ЧС4-001 с вагоном-лабораторией и двумя электровозами ВЛ60К на обкатке так и не доехал. Через три месяца после испытаний электровоз ЧС4-001 с бригадой чехословацких испытателей был направлен на ремонт и доработку на Новочеркасский Электровозостроительный завод. После чего испытания были продолжены в скоростном и тяговом режимах на испытательном полигоне Белореченская-Майкоп.
На участке Ханская-Майкоп электровоз развил скорость 145 км/ч, но при испытаниях в условиях горной местности, в режиме тяги, на электровозе было сорвано сразу четыре муфты электродвигателей из шести, и разбита ходовая часть. Электровоз оказался не готов к эксплуатации на железных дорогах Советского Союза, к тому же его мощность 4800 кВт не отвечала потребностям в эксплуатации. С такими поломками и недоработками электровоз на условиях рекламации был отправлен обратно в Чехословакию для собственной доработки и усовершенствования узлов и механизмов на последующих электровозах этой серии.

#### Доработка

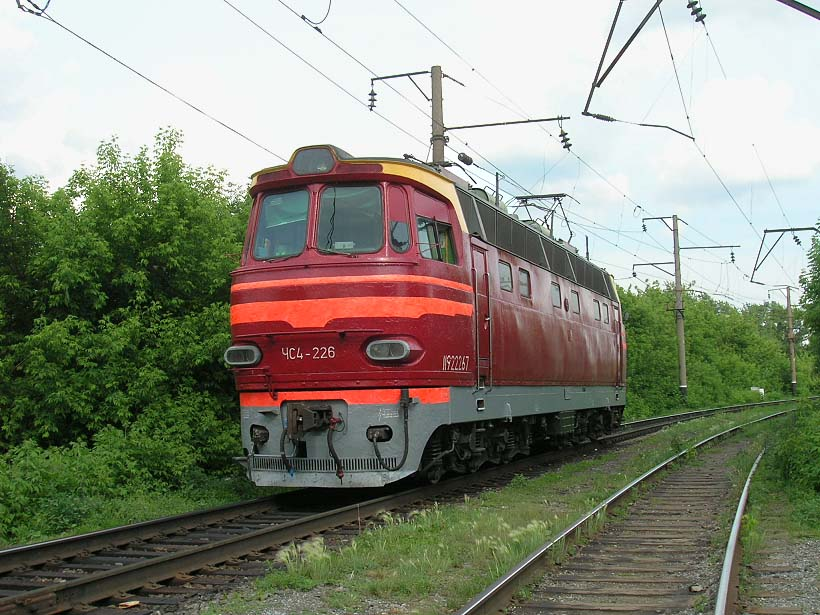
ЧС4-226, Пензенская область, ЮВЖД

После доработки на заводе Škoda ходовой части, электрического тормоза и увеличения мощности электровоза до 5100 кВт., электровоз так и остался на экспериментальном кольце Velim как испытательная единица, сменив ширину колеи с 1524 мм на 1435 мм. Как и S699.001, ЧС4-001 долгое время «обкатывал» новые технологии и разработки для электровозов переменного тока на экспериментальном кольце ŽZO Cerhenice (Velim) в Чехословакии. Он стал основой в разработке и строительстве двух опытных электровозов переменно-постоянного тока серии ЧС5. В отличие от S699.001, никогда не эксплуатировался на железных дорогах Чехословакии (ČSD) ввиду его негабаритности.
В 1972 году был переделан в испытательную лабораторию и эксплуатировался по системе многих единиц с бустером электровоза E479.102 на экспериментальном кольце, получив новое название S699.1001 и заводское обозначение типа 52Em. В 1990 году был списан и разобран.

### Переход к серийному производству

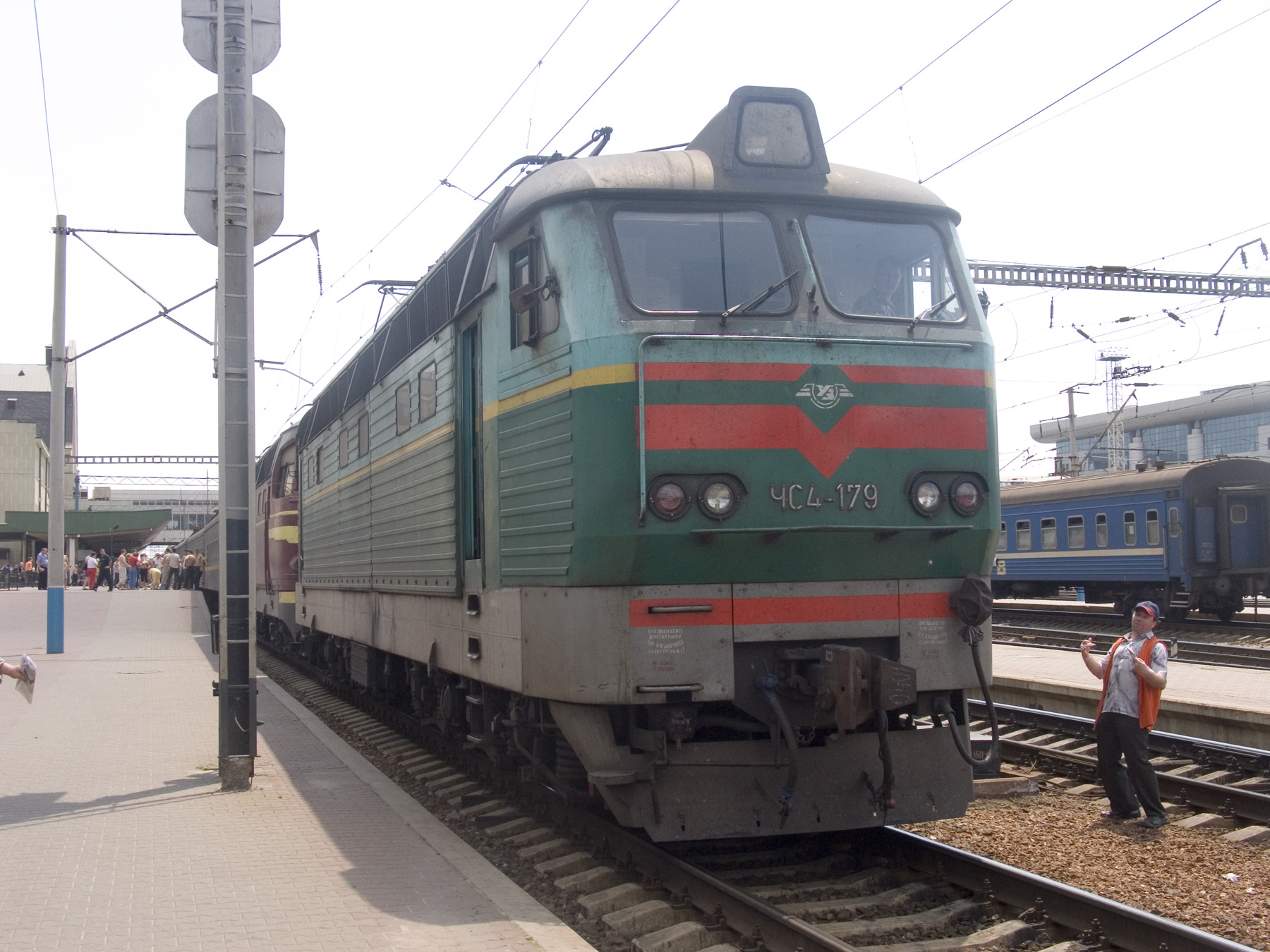
Модернизированный ЧС4-179 на ст. Киев-Пассажирский

Электровозы ЧС4 с номерами с 002 по 011 (тип 52Е1), построенные в 1966 году с учётом внесения необходимых изменений в конструкцию по результатам эксплуатации опытного электровоза, поступили на работу в депо Кавказская. На данных электровозах было предусмотрено электрическое реостатное торможение, рассчитанное на максимальную мощность 3000 кВт. На электровозе ЧС4-002 в 1966 году были проведены прочностные испытания, на ЧС4-003 — тягово-энергетические испытания, на ЧС4-004 — испытания по воздействию на путь.
Электровозы с номерами с 012 (от 52Е2 до 52Е5) изготавливались уже без оказавшегося неэффективным реостатного тормоза. Кроме того, на электровозах была изменена планировка, система вентиляции, конструкция шкворневых узлов и отдельных деталей механической части. Электровозам с номерами от 012 до 061 присвоен тип 52Е2, от 062 до 160 — 52Е3, от 162 до 211 — 52Е4, от 212 до 231 — 52Е5.
Серийные электровозы серии ЧС4 (52Е) строились в Чехословакии на заводе Škoda, в период с 1966 по 1972 год. Всего было выпущено 230 электровозов этой серии (номера 001—160, 162—231).

## Работа, перемещения и ремонт электровозов

### История

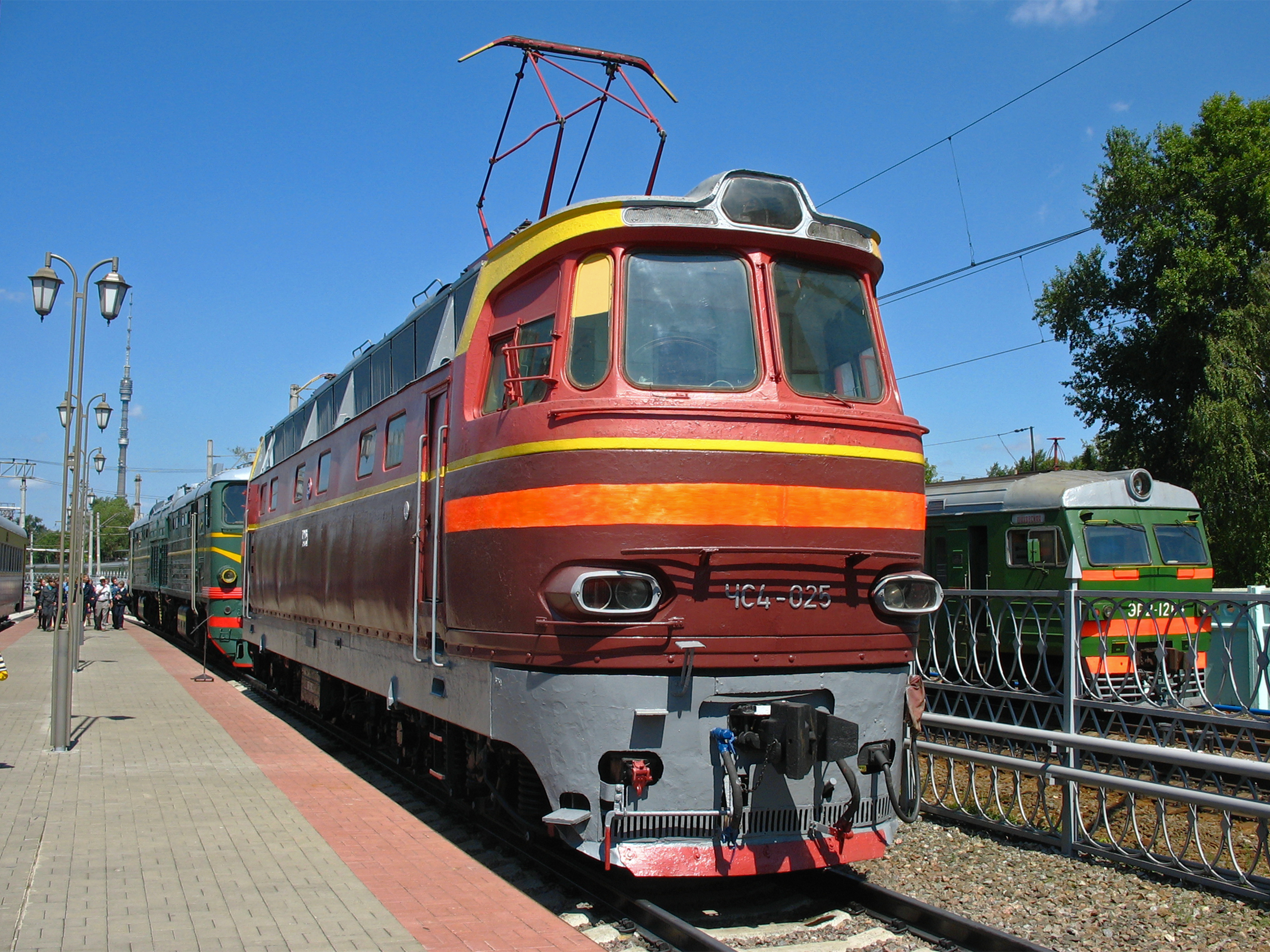
ЧС4-025, музей Московской железной дороги

Электровозы ЧС4 первоначально поступали для работы в локомотивные депо Кавказская и Брянск-2, затем в депо Киев-Пассажирский, Киров, Балашов, Россошь. После электрификации участка Саратов — Ртищево в 1989 году — в депо Саратов.
В локомотивных депо электровозы проходили модернизации, в частности устанавливались приборы безопасности: скоростемеры КПД-3 (производства пензенского ОАО «Электромеханика») и системы САУТ.
Капитальный ремонт электровозов ЧС4 в объёме КР-1 и КР-2 выполнялся на Запорожском ЭРЗ.
В период с 1999 по 2013 год на этом же заводе был выполнен капитальный ремонт с продлением срока службы (КРП) 105 электровозам этой серии, принадлежащим Украинской железной дороге (УЗ). При этом ремонте менялся внешний вид электровозов: кабина машиниста и кузов изготавливались новые, по образцу электровоза ЧС7, стеклопластиковая обшивка кузова менялась на гофрированную металлическую, взамен изношенных узлов ставились новые, подкатывались новые колёсные пары и рамы тележек. Переоборудованы машины с номерами 017—019, 026, 036, 037, 039—044, 046—050, 052, 054, 055, 058—061, 063—065, 067, 069, 075—078, 080, 082—086, 088, 091, 094—097, 099, 100, 102, 105—111, 113, 117, 119, 122, 125, 128, 130—132, 136, 138, 141, 142, 144, 146, 149, 153, 154, 156, 158, 159, 169, 173, 174, 178, 179, 183, 185—193, 195—201, 204, 205, 207—211. Все перечисленные электровозы принадлежат УЗ (ТЧ-1 Киев-Пассажирский Юго-Западной железной дороги).

### Эксплуатация и состояние электровозов ЧС4 в наши дни
Один локомотив в изначальном оформлении (ЧС4-226) иногда используется в качестве ретролокомотива, что подробно описано ниже.
По состоянию на 2019 год модернизированные электровозы ЧС4 в пассажирском движении эксплуатируются в депо ТЧ-1 Юго-Западной железной дороги (Киев-Пассажирский). В депо Киров и Балашов они заменены на ЧС4Т, а в Саратове на ЭП1(М).
За все годы эксплуатации в результате крушений, пожаров а также в связи с полным износом списано около половины (более сотни единиц) электровозов ЧС4. Электровозы ЧС4-005 и ЧС4-071 повреждены и списаны в результате крушения на станции Користовка в 1986 году.

## ЧС4Т

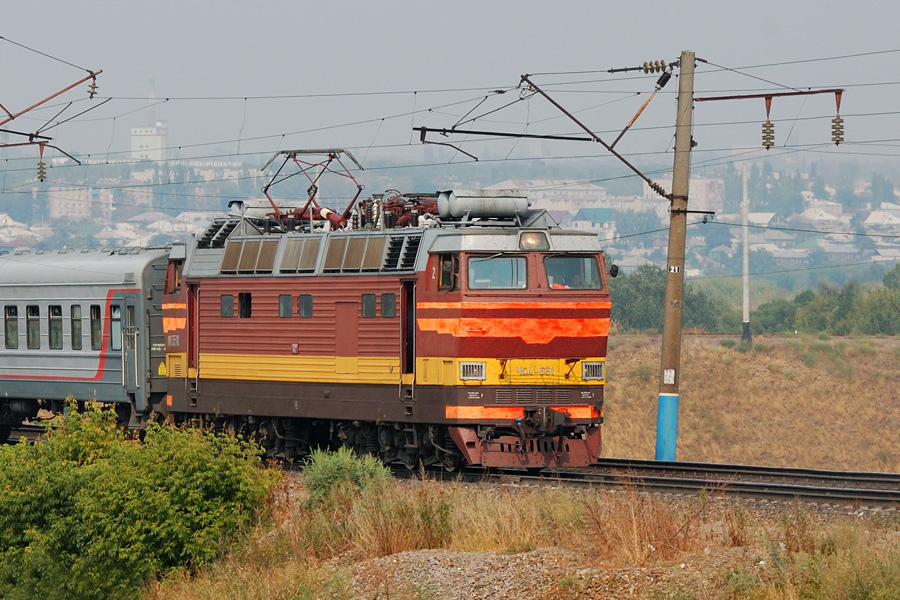
ЧС4^{Т}−551 (машина средних выпусков), Лиски Ю-ВОСТ

Электровоз ЧС4 имеет некоторые недостатки, в частности — пластиковый кузов, который пропускает электромагнитное излучение от контактного провода, что неблагоприятно влияет на локомотивную бригаду. Для устранения недостатков в 1971 году была выпущена модернизированная версия, получившая советское обозначение ЧС4Т и чешское обозначение серии 62Е. Первым электровозом (прототипом) этой серии стал ЧС4Т−161 (тип 62E0). Помимо смены кузова на стальной, были добавлены люки в боковых стенках для выемки мотор-компрессоров, изменены опоры кузова, а также произведено множество изменений в электрической части.
В 1973 году завод Škoda выпустил первый серийный электровоз ЧС4Т‑232 (тип 62Е1), а в 1986 году был выпущен последний электровоз серии — ЧС4Т−740 (тип 62Е10). Всего, с учётом прототипа ЧС4Т‑161 (62E0), заводом Škoda было изготовлено 510 электровозов этой серии.

## Электровозы ЧС4 в музеях и на «вечных стоянках»

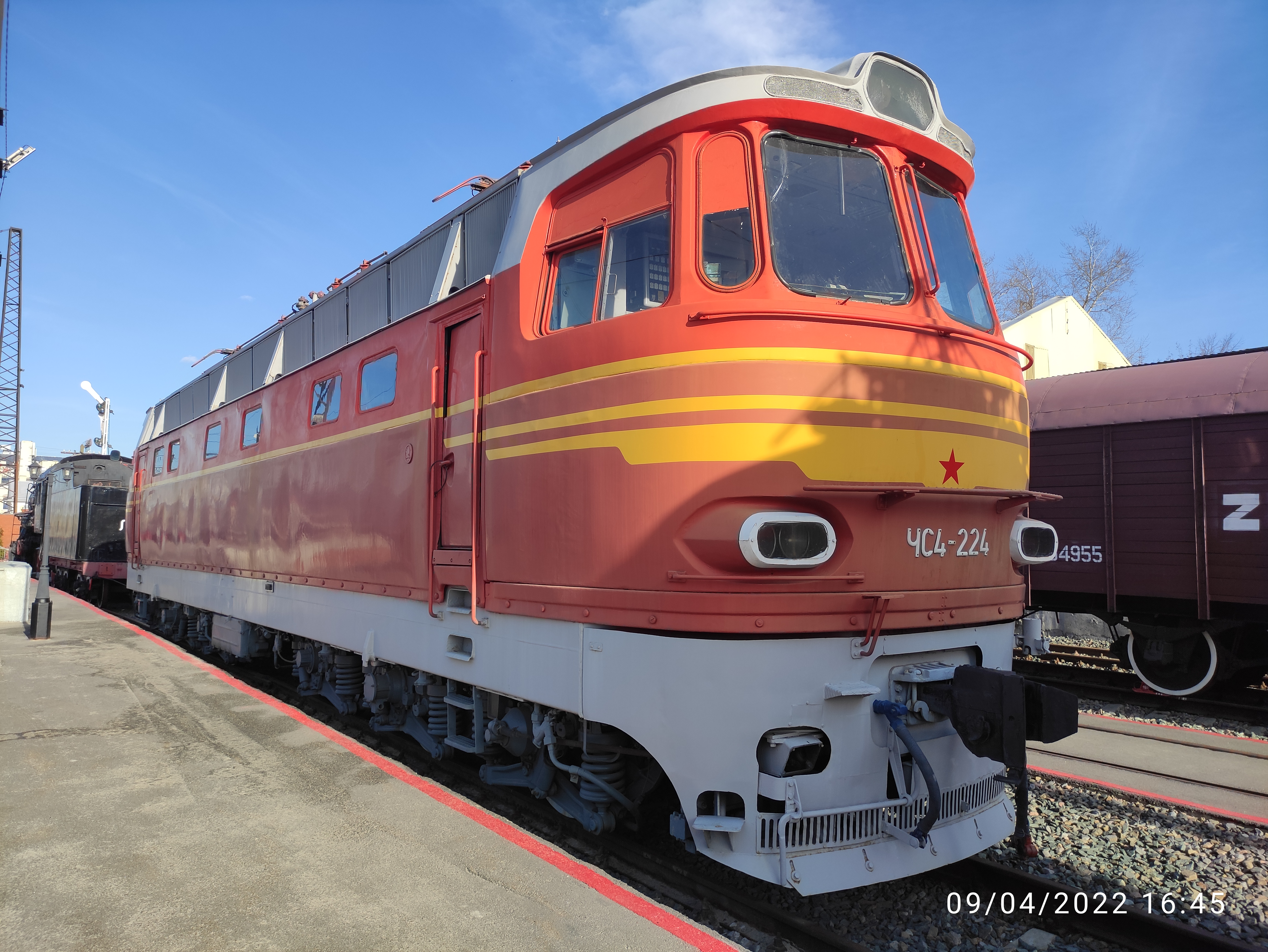
ЧС4-224 (225) в экспозиции на станции Воронеж-I

Известно как минимум о девяти сохранённых для истории электровозах ЧС4. Представленные ниже данные актуальны на конец 2019 года.
В 2004 году три из первых серийных электровозов ЧС4 (тип 52Е2) были переданы в музеи железнодорожного транспорта:
- ЧС4-012 (первый серийный электровоз тип 52Е2, построен 23.12.1966). В 1967 году поступил в ТЧ Брянск-1, в декабре 1967 года передан в ТЧ Киев, в 1989 году в депо Саратов. Капитальные ремонты КР-1 в 1972 в ТЧ Киев, КР-1 на ЗЭРЗ в 1976 году, КР-2 на ЗЭРЗ в 1981 году, КР-1 на ЗЭРЗ в 1985 году, КР-1 в 1991 году на ЗЭРЗ, КР-2 в 1999 году на РЭРЗ. Из депо Саратов Музей железных дорог России (экспозиция в Санкт-Петербурге); окраска выполнена по аналогии с заводской;
- ЧС4-025 (тип 52Е2) из депо Саратов в музей истории железнодорожной техники Московской железной дороги (экспозиция на Рижском вокзале в Москве); окраска: тёмно-красный низ и светло-красный верх (напоминает заводскую, но упрощены красные линии на лобовой части);
- ЧС4-029 (тип 52Е2) из депо Балашов в Ростовский музей железнодорожной техники; окраска — тёмно-красная.

Несколько позже было решено сохранить ещё шесть машин:
- ЧС4-023 (тип 52Е2) из депо Саратов передан в Новосибирский музей железнодорожной техники (на станции Сеятель) в марте 2006 года; окраска — тёмно-красная;
- ЧС4-212 (первый электровоз тип 52Е5) с базы запаса Ермолино Северной железной дороги передан в Челябинский железнодорожный музей в 2008 году; окраска — тёмно-красная;
- ЧС4-160 (последний электровоз тип 52Е3) из депо Балашов передан в Самарский железнодорожный музей (при СамГУПС) в 2009 году; окраска — тёмно-красная;
- ЧС4-072 (тип 52Е3) из локомотивного депо Киев-Пассажирский (с базы запаса Чёрный Остров) передан на Киевскую выставку исторического подвижного состава 29 марта 2012 года; окраска — тёмно-красная;
- ЧС4-226 (тип 52Е5) сохраняется в рабочем состоянии; локомотиву, по аналогии с ЧС4-012 музея Санкт-Петербурга, придали окраску по типу заводской. В 2012 году решался вопрос об установке электровоза в качестве памятного знака у депо Балашов-1. Точных сведений о решении вопроса установки пока нет. Иногда используется как ретро-локомотив (участник динамической выставки на IV Международном железнодорожном салоне «ЭКСПО 1520» в сентябре 2013 года). В феврале 2015 года передан в депо Россошь и находился на консервации. Снова использован как ретро-локомотив (участник динамической выставки) на V и VI Международных железнодорожных салонах «ЭКСПО 1520» соответственно в сентябре 2015 и 2017 годов);
- ЧС4-225 (с маркировкой ЧС4-224, тип 52Е5) сохранён в локомотивном депо Россошь и представлен на железнодорожной выставке на станции Воронеж-1 в 2019 году. Окраска выполнена по аналогии с заводской.

В то же время в 2010-х годах некоторые электровозы с оригинальными корпусами числились на базах запаса либо локомотиворемонтных заводах; например, тип 52Е2 (Россия, номер 031), тип 52Е3 (Украина, номера 068, 073, 098, 118, 140, 155), тип 52Е4 (Украина, номера 184, 206).

## Технические данные
В среднеизношенном состоянии электровоз ЧС4 имеет следующие технические характеристики:
- Осевая формула — 30−30
- Вес в рабочем состоянии — 123 т
- Часовая мощность ТЭД — 850 кВт
- Сила тяги часового режима — 171 кН (17 400 кгс)
- Скорость часового режима — 106 км/ч
- Длительная мощность ТЭД — 820 кВт
- Сила тяги длительного режима — 165 кН (16 800 кгс)
- Скорость длительного режима — 108 км/ч
- Максимальная сила тяги — 294 кН (30 000 кгс)
- Сила тяги при скорости 160 км/ч — 125 кН (12 700 кгс)
- Конструкционная скорость — 160 км/ч
- Напряжение контактной сети — 25 кВ
- Род тока — переменный 50 Гц

## Фотографии

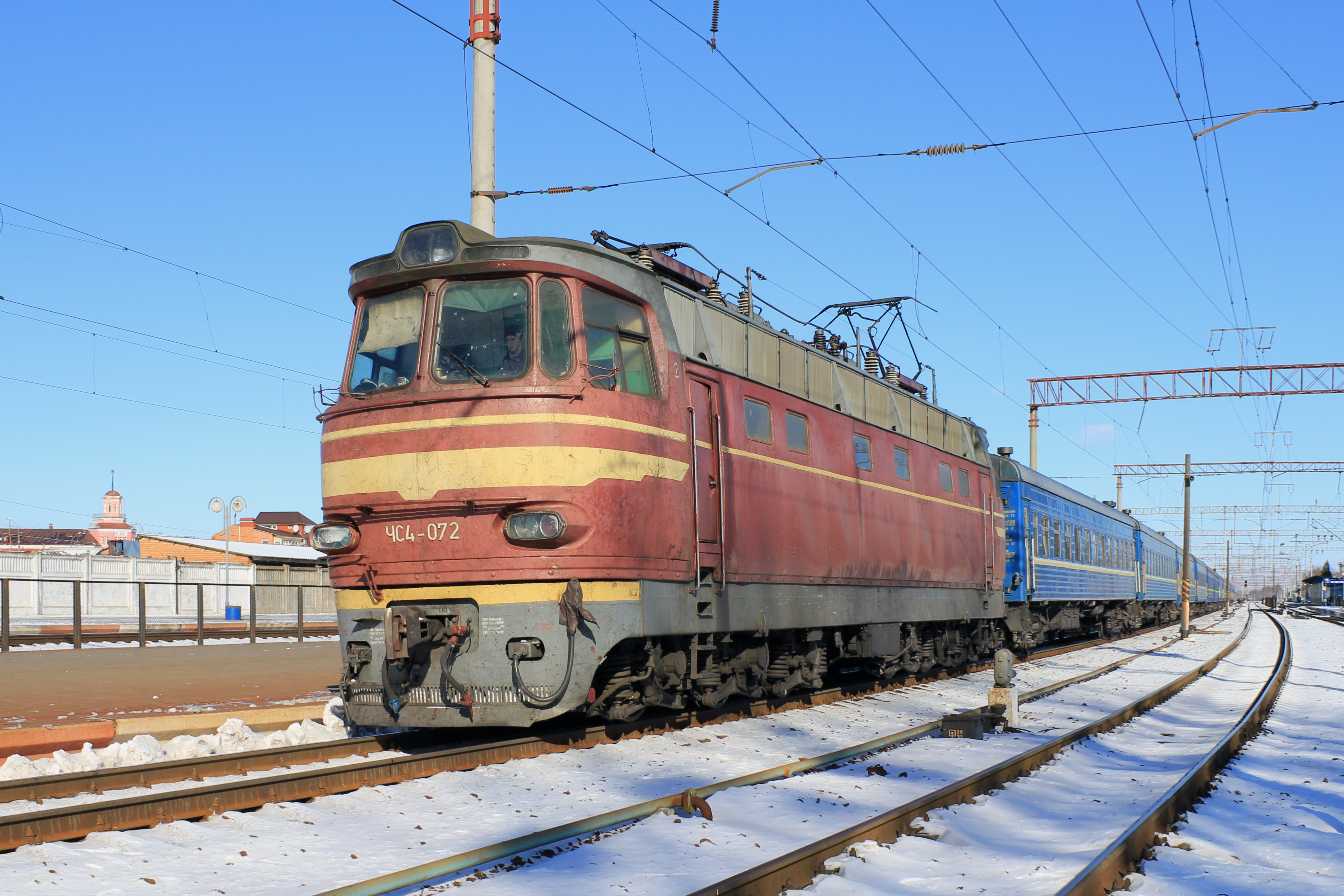
ЧС4-072, ст. Винница
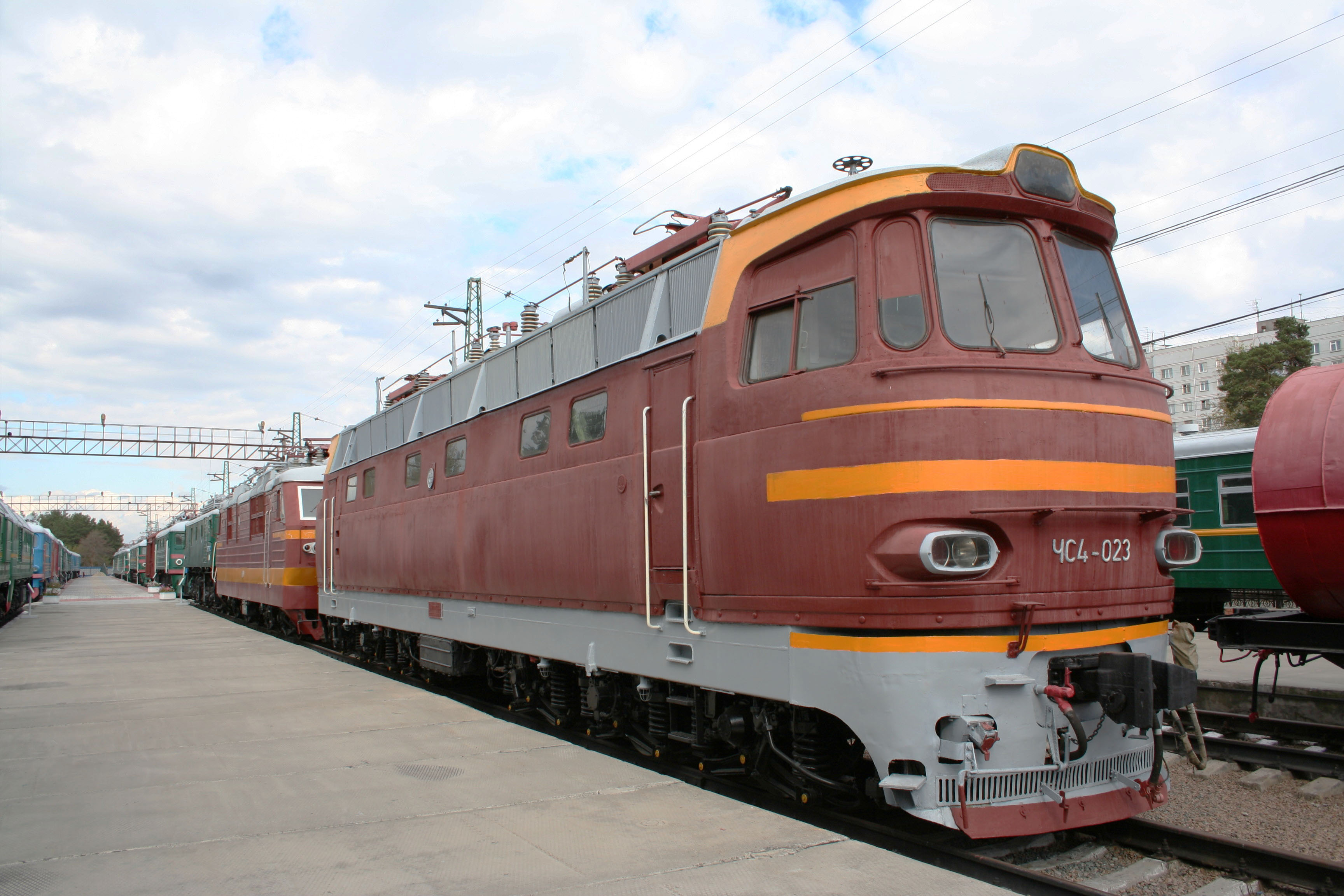
ЧС4-023 в Новосибирском музее
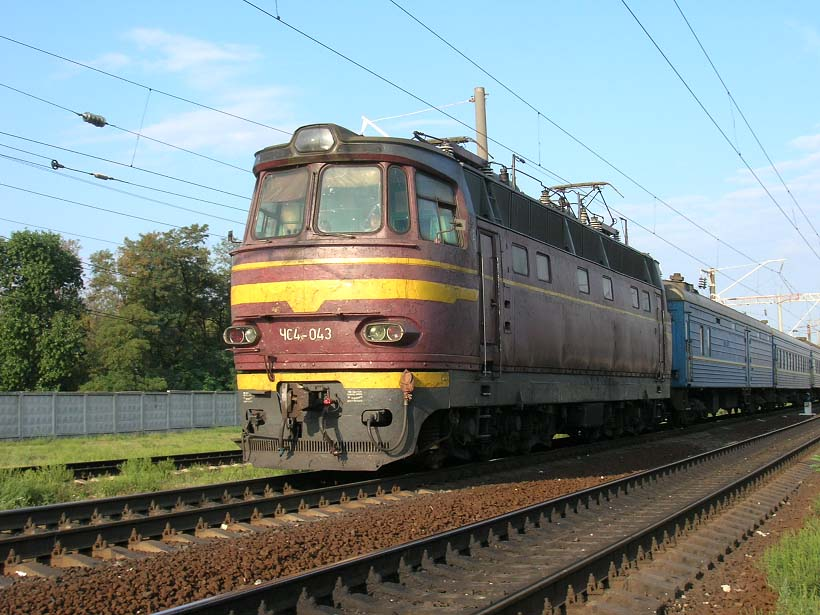
ЧС4-043, станция Знаменка Одесской дороги
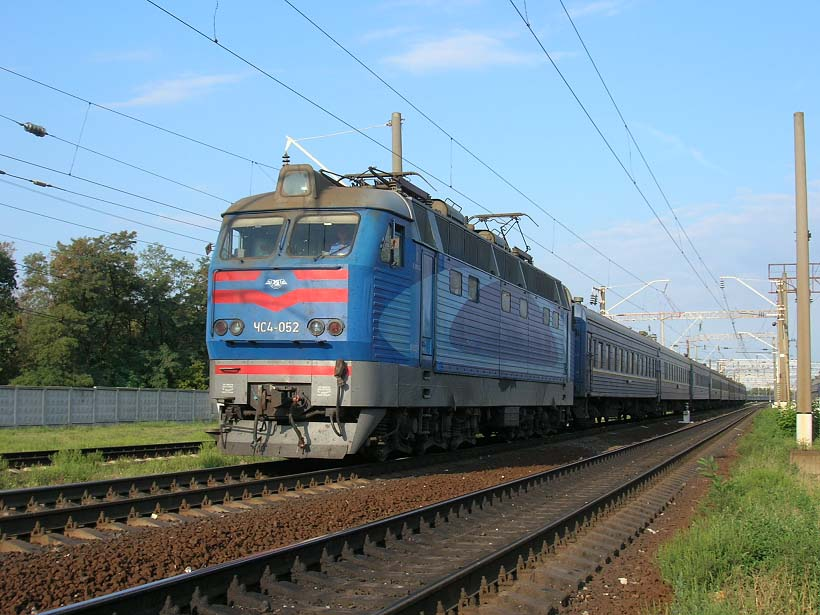
Модернизированный ЧС4-052, ст. Знаменка
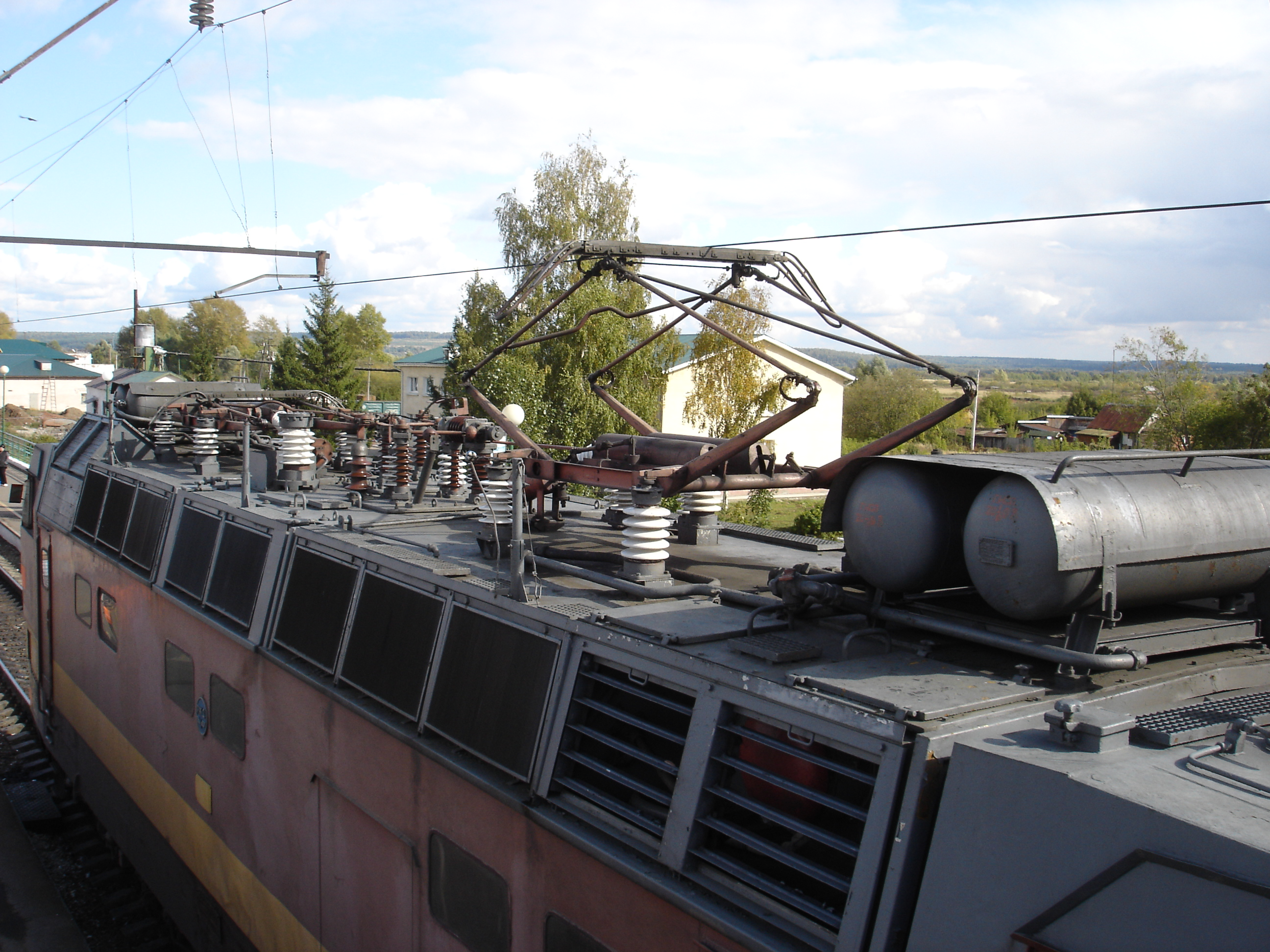
ЧС4Т-284 прибывает на станцию. Вид на крышу локомотива.
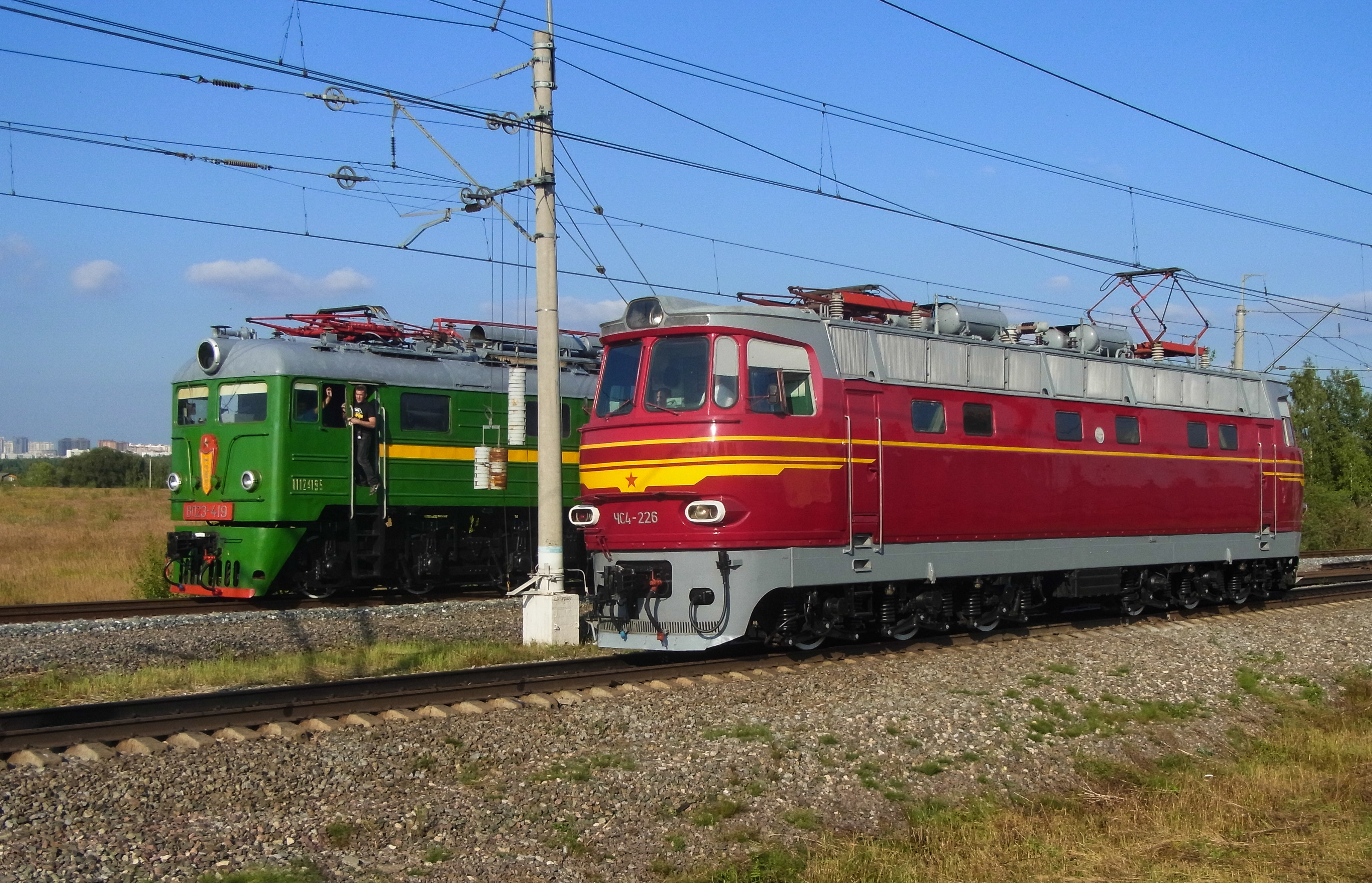
ЧС4-226 и ВЛ23-419 на кольце ВНИИЖТ